# La signora delle perle
La signora delle perle è un film muto italiano del 1918 diretto da Gennaro Righelli.